# Distrito de Pilisvörösvár
El distrito de Pilisvörösvár (húngaro: Pilisvörösvári járás) es un distrito húngaro perteneciente al condado de Pest. La mayor parte del distrito forma parte del área metropolitana de Budapest.
En 2013 tiene 52 466 habitantes. Su capital es Pilisvörösvár.

## Municipios
El distrito tiene 2 ciudades (en negrita), un pueblo mayor (en cursiva) y 6 pueblos (población a 1 de enero de 2013):
- Pilisborosjenő (3481)
- Piliscsaba (7950)
- Pilisjászfalu (1571)
- Pilisszántó (2865)
- Pilisszentiván (3481)
- Pilisvörösvár (13 838) – la capital
- Solymár (9901)
- Tinnye (1604)
- Üröm (4165)